# Giovanni Battista Cervellini
Giovanni Battista Cervellini (Ceneda, 1735 – 1801) è stato un compositore e organista italiano.
Di lui non si sa molto: fu organista del duomo di Ceneda dal 1752 e come tale inaugurò lo strumento costruito da Gaetano Callido per la cattedrale (1780). Grande conoscitore dell'arte organaria, ha lasciato numerosi brani conservati presso alcune biblioteche.
Nessun legame di parentela si riscontra con Giuseppe Cervellini, altro organista cenedese.